# 神戸複合産業団地
神戸複合産業団地（こうべふくごうさんぎょうだんち）は兵庫県神戸市西区見津が丘にある複合産業団地である。愛称として、神戸テクノ・ロジスティックパークと呼ばれる。郵便番号は651-2228。

## 概要

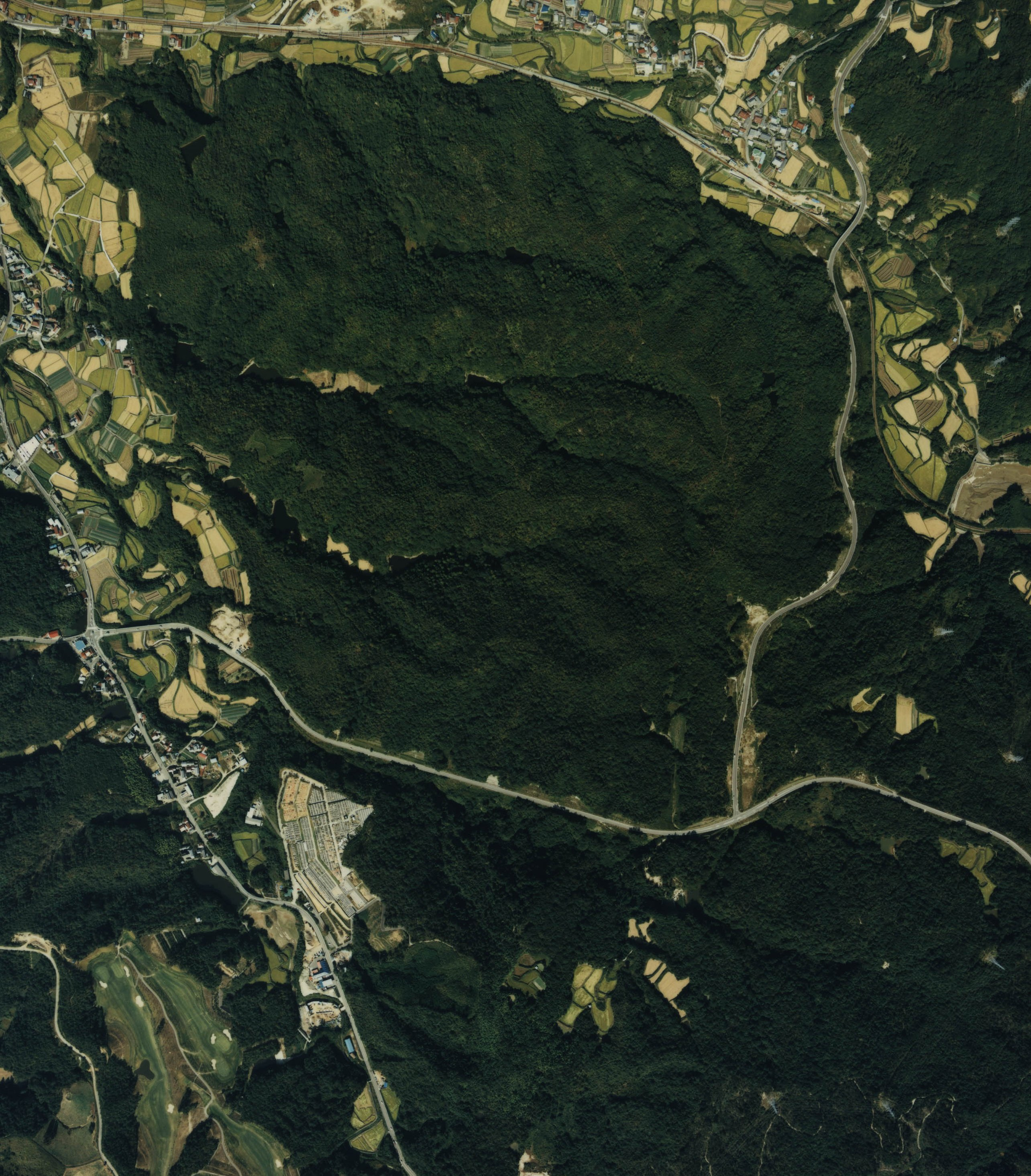
開発される前の神戸複合産業団地。1985年度に撮影

神戸複合産業団地の街並み。見津が丘3丁目で撮影

西神地域の更なる整備と明石海峡大橋の地域開発効果を発揮させるため、1991年10月25日に神戸市が計画を発表し、神戸市が施行者となって開発した内陸型の複合産業団地であり、進出企業は80社以上である。神戸淡路鳴門自動車道神戸西インターチェンジが開通したことから、インターチェンジ沿いにある流通機能と工業機能を併せ持つ。さらに、現在も造成が進んでいる。東側は北区山田町藍那・西側と南側は押部谷町木見・北側は押部谷町木津と接する。
丘陵地を削り取って開発した土地であり、削り取られた土砂はポートアイランド2期と神戸空港島の造成に使用された。また、土砂の運搬のために当地から須磨海岸まで須磨ベルトコンベヤが設置されていた。

## 住居表示
全域が見津が丘1丁目から7丁目に指定されている。

## 歴史
- 1991年（平成3年）10月25日 - 計画が発表される[2]。
- 1998年（平成10年）3月 - 押部谷町木見と押部谷町木津の一部から分離して、木見と木津から一文字ずつ取った[7]見津が丘として誕生。
- 1998年（平成10年）4月5日 - 神戸西インターチェンジが開業。
- 2003年（平成15年）11月7日 - 兵庫県道52号小部明石線がルート変更。
- 2004年（平成16年）3月 - 神戸市資源リサイクルセンターが完成[9]。
- 2007年（平成19年）11月28日 - スズキが中古自動車物流センターとして進出を発表[3]。
- 同年11月29日 - しまむらが進出を決定[10]。
- 2010年（平成22年）1月 - しまむらが操業を開始[10]。
- 同年2月7日 - トヨタカローラ兵庫が進出[11]。
- 同年11月11日 - スズキの中古自動車物流センターが操業を開始[12]。
- 2011年（平成23年）6月14日 - 誠徳運輸が進出を発表[13]。
- 同年9月12日 - 関西フローズンが操業を開始[14]。
- 同年9月26日 - スバル中古車集配センターが移転を発表[15]。
- 同年10月17日 - トレーディアが進出を発表[16]。
- 2012年（平成24年）1月 - スバル中古車集配センターが同市神出町から移転し、操業[15]。
- 同年5月 - 見津が丘5丁目・6丁目の造成工事を実施[6]。
- 同年7月1日 - トレーディア神戸西物流センターが操業を開始[17][18]
- 同年 - 上村航機が進出[19][20]。
- 同年10月 - 伊藤園とその子会社である伊藤園関西茶業の工場が操業[21]。

### 地区整備
- 工業研究開発機能地区[5]
- 流通機能地区[5]
- 複合機能地区[5]

## 施設

### 本社

帝神畜産

- 帝神畜産[22]

### 商業

しまむら神戸商品センター

- トヨタカローラ兵庫
- スズキ（中古自動車物流センター）[3]
- 本田技研工業
- スバル（中古車集配センター）[15]
- しまむら神戸商品センター[10]
- 関西フローズン[14]
- 誠徳運輸[13]

### 工業
- トーカロ神戸工場
- 上村航機[19][20]
- 伊丹産業神戸工場
- ファナック
- 伊藤園[21]
- 伊藤園関西茶業[21]
- トレーディア神戸西物流センター[17][18]

### 公園

木見中央公園

- 木見中央公園
- 向井山公園

### その他の施設

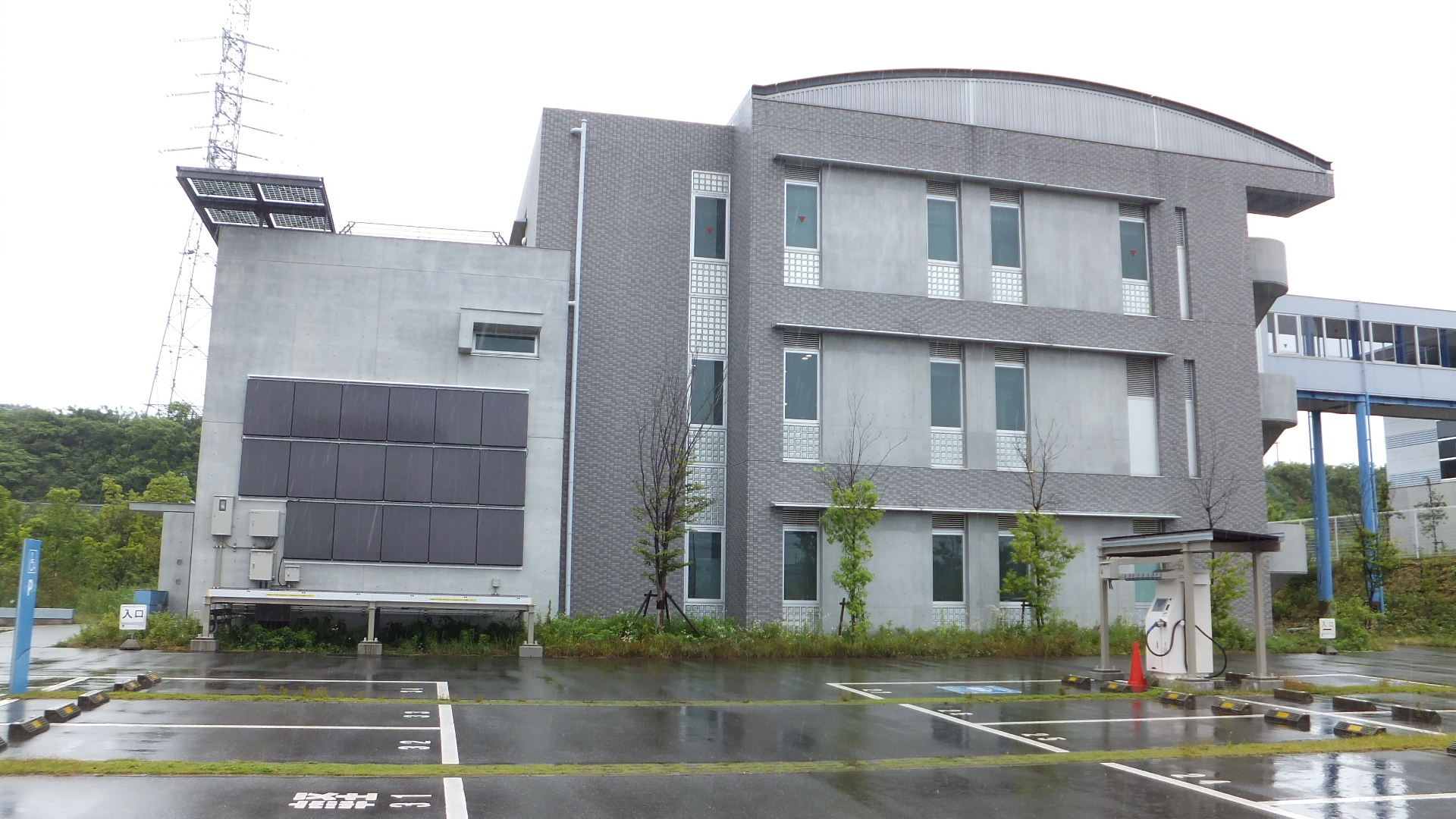
こうべ環境未来館
- 神戸西インター自動車学校[23]
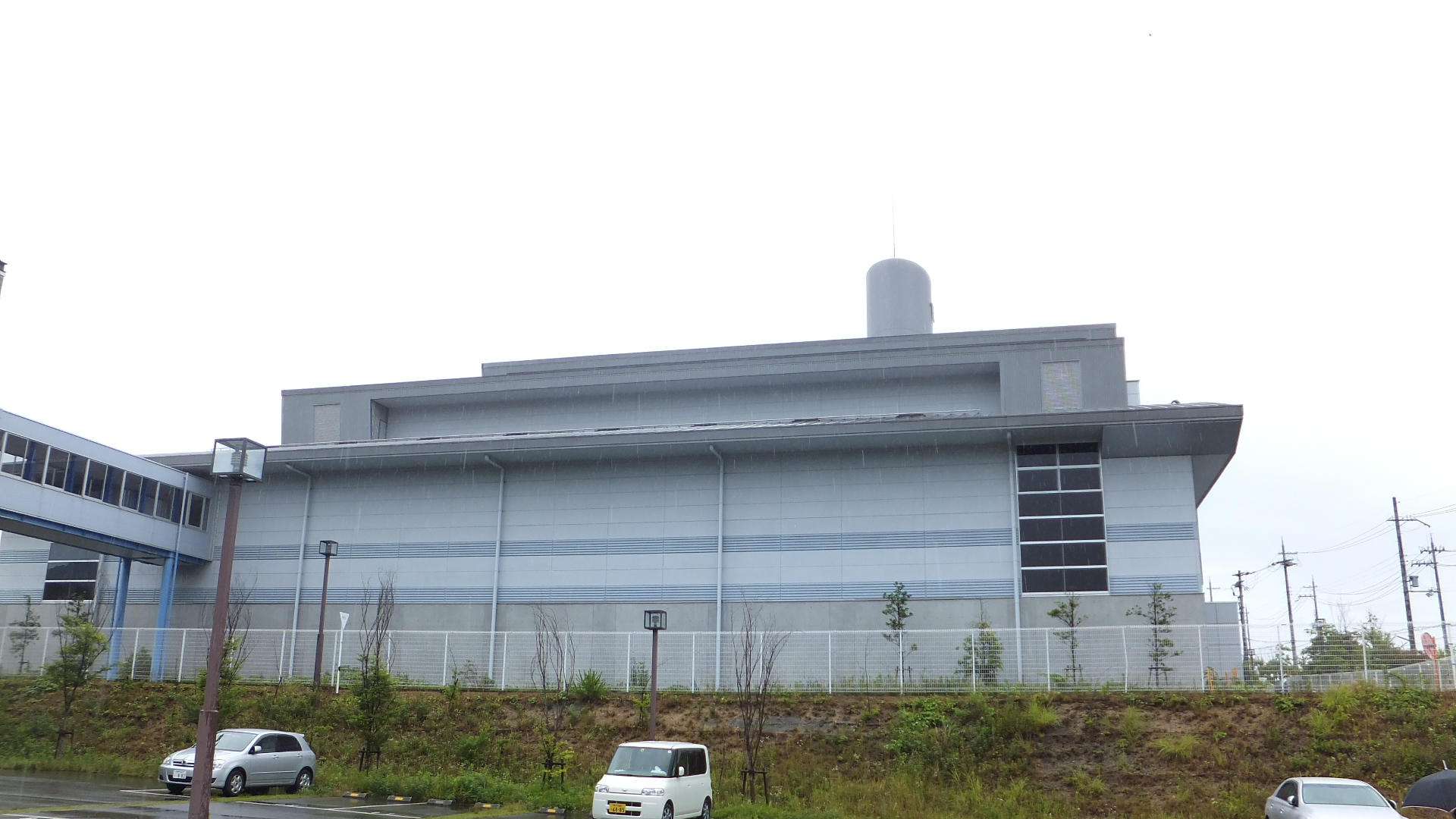
神戸市資源リサイクルセンター

- こうべ環境未来館
- 神戸市資源リサイクルセンター

## 交通

### 鉄道
団地内にはないが、近くに神戸電鉄粟生線木津駅がある。

### バス
- 恵比須快速線

「神戸複合産業団地口」・「見津が丘3丁目」（三宮からの運賃はいずれも「有馬温泉（太閤橋）」と同額の600円である）

### 道路

見津が丘1丁目を通る山陽自動車道

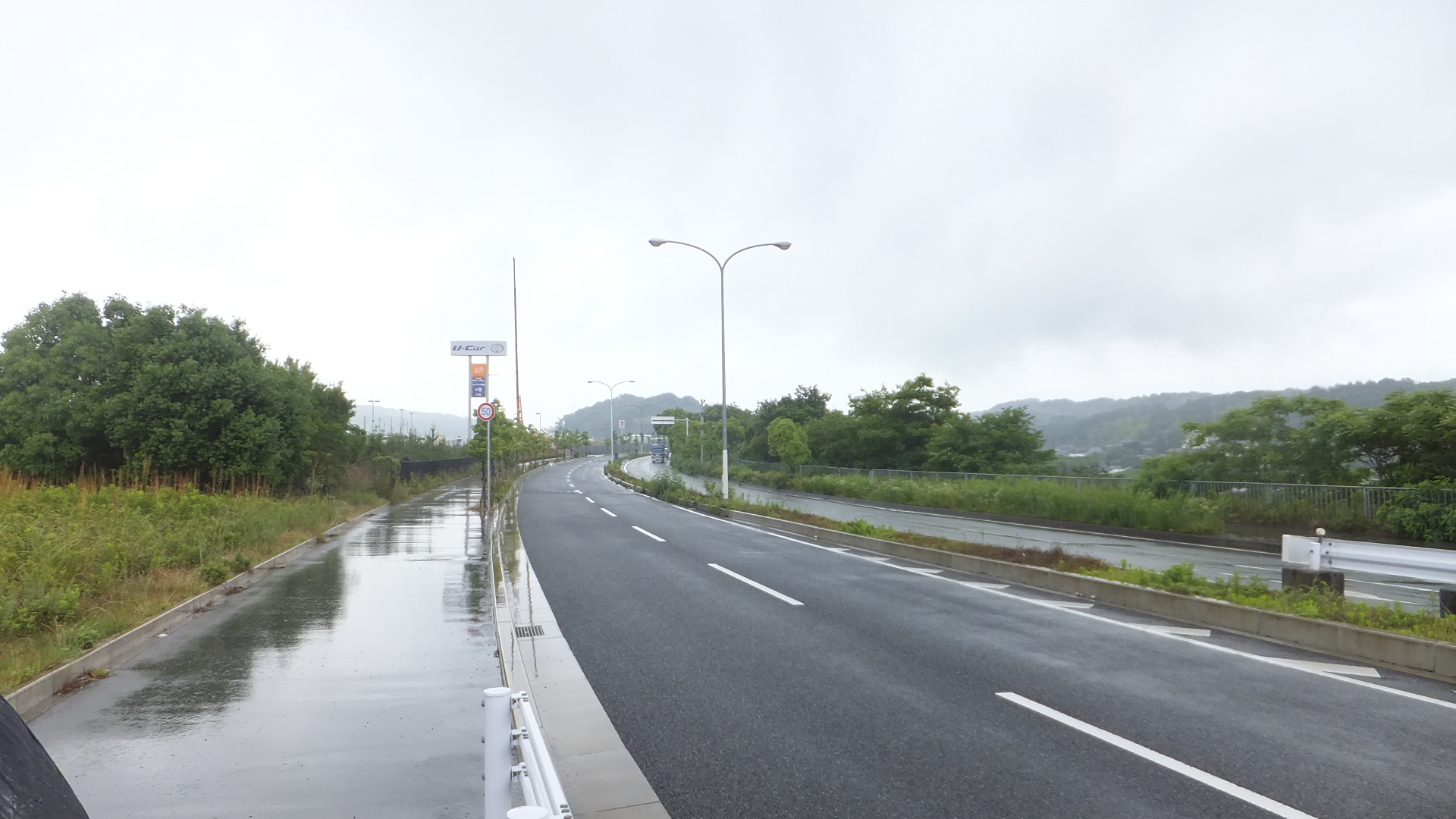
見津が丘3丁目を通る兵庫県道22号神戸三木線

#### 高速道路・有料道路
- 山陽自動車道木見支線
  - 神戸西本線料金所[1]
- 神戸淡路鳴門自動車道
  - 神戸西インターチェンジ[1]

#### 一般道
- 兵庫県道22号神戸三木線[1]
- 兵庫県道52号小部明石線[1]